# فيروس الإنفلونزا أ H10N3
النوع الفرعي من فيروس الأنفلونزا أ (H10N3) هو نوع فرعي من الفيروسات التي تسبب الأنفلونزا. يوجد في الغالب في أنواع الطيور البرية. تم الإبلاغ عن أول حالة بشرية في عام 2021.

## في الحيوانات
تم الإبلاغ عن حوالي 160 حالة فقط من حالات الإصابة بالفيروس في الأربعين عامًا قبل عام 2018, معظمها في الطيور المائية المختلفة أو الطيور البرية. تظهر الدراسات الحالية أن فيروسات الأنفلونزا H10 موجودة في مجموعة واسعة من أنواع الطيور المنزلية والبرية, وكذلك في الثدييات, مما يدل على إمكانية التكيف. تم عزل H10N3 عبر توزيع جغرافي واسع, بما في ذلك الأنواع مثل الدواجن (الدجاج), البط, الطيور المائية الأخرى, والطيور الأرضية. في الحيوانات, تُظهر الفيروسات أمراضًا معقدة, مع عمليات إعادة تجميع معقدة وطفرات تساهم في أنماط البيولوجيا المرضية في الدجاج والبط والفئران مما يدل على وجود تهديد محتمل للإنسان, على الرغم من أن H10N3 عادة ما يكون سلالة أقل خطورة ومن غير المرجح أن يسبب اندلاع كبير.

## في البشر
وذكرت تقارير ان حالة الإنسان الأولى في تشنجيانغ, في الصين اقليم الصورة جيانجسو الشرقي, في المريض إلى المستشفى مع أعراض في أبريل 2021, فيما أكد تشخيص H10N3 مايو 2021. وفقًا للجنة الصحة الوطنية الصينية (NHC), لم يتم الإبلاغ عن انتقال H10N3 البشري في أي مكان آخر في الصين. لا توجد مؤشرات على سهولة انتقال الفيروس بين البشر, على الرغم من أن أنواعًا أخرى من إنفلونزا الطيور H10 كانت قادرة على إصابة البشر, بما في ذلك في أستراليا والصين, مما يسلط الضوء على خطر محتمل على الصحة العامة.